# Mischling

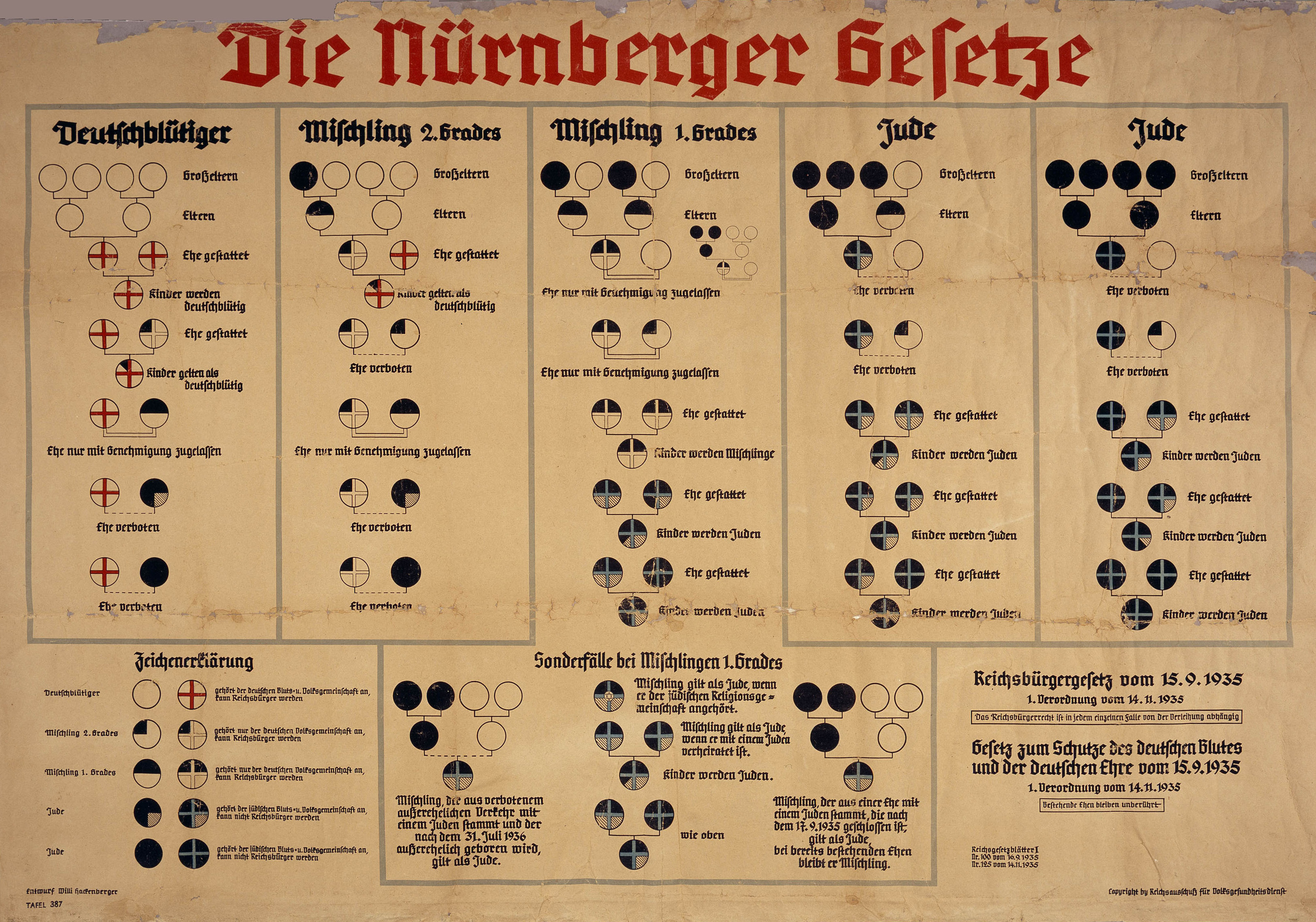
Tableau de 1935 qui catégorise les individus « de sang allemand », les « Mischlinge » et les « Juifs » d'après les lois de Nuremberg.

Mischling (en allemand : Mischling, « métis » ; au pluriel : Mischlinge ou Mischlings) est le terme légal employé sous le Troisième Reich pour désigner les personnes d’ascendance partiellement non-allemande (c’est-à-dire, dans la plupart des cas, juive). Issus de mariages mixtes, les Mischlinge n’ont en général pas d’attaches avec le judaïsme mais ils pourraient dans l’esprit de législateurs préoccupés par la pureté raciale, avoir été soumis à l’« influence juive » et corrompre leur entourage. Ils doivent par conséquent être soumis à des restrictions sociales et maritales afin de ne pas propager la « souillure » dont ils sont les porteurs. 
Le nombre de Mischlinge est estimé à 111 000 en 1939. La définition étant supposément raciale, la conversion au christianisme ne permet pas de s’en prémunir mais certaines personnes seront reclassifiées en « Aryens » avec l’aval des plus hautes autorités nazies. Bien que les Mischlinge se soient vus restreints dans leur position sociale, l’armée allemande ne leur était pas fermée (contrairement à la SS) et l’on compterait selon une estimation environ 160 000 soldats d’origine partiellement juive dans l’armée de Hitler.

## Définition duMischlingselon les lois de Nuremberg
Le terme Mischling, dont l'origine est à rapprocher du « mestizo » espagnol ou du « métis » français, signifie littéralement « personne mélangée ». Il n’a pas d’équivalent dans la loi juive, où kilayim et mamzer répondent à des catégories très précises de mélanges entre espèces végétales ou animales différentes — comme la semence dans une même aire de blé et d’orge ou l’attelage sous un même joug d’un âne et d’un bœuf — et d’enfants nés d’une femme mariée à un autre homme, respectivement. Dans le cas d’unions entre Juifs et Gentils, le judaïsme ne reconnaît comme Juifs que les enfants nés d’une mère juive, par naissance ou conversion ; les autres enfants ont le statut de Gentils. Pour les théoriciens nazis de la race, il en va autrement : les Allemands, unifiés dans le peuple germanique, descendraient des Aryens qui constituaient dans les théories d’Arthur de Gobineau la race maîtresse de l’Europe et de l’humanité. Germanité et judéité ne sont plus, selon les mêmes, des traits ethniques mais biologiques, obéissant aux règles de la transmission mendélienne des gènes.  
Lorsque la loi sur la protection du sang allemand et de l'honneur allemand — dont de nombreux passages reprennent quasiment verbatim les statuts de la pureté du sang édictés en Espagne après 1492 — est proclamée en 1935, le Mischling est plus spécifiquement un « non-Aryen » qui ne répond pas aux critères établis par cette loi pour définir un Juif.
Étaient considérés, indépendamment de leur affiliation religieuse ou de leur identification propre, comme automatiquement Juifs les personnes dont au moins trois grands-parents étaient « pleinement juifs » (volljüdischen), ce critère racial n’étant pas défini par des critères relevant plus ou moins de l’inné, comme la physiognomonie , mais par la participation à quelque degré que ce soit à la vie communautaire juive. La loi catégorisait aussi comme « légalement juifs » (Geltungsjude) les personnes dont deux grands-parents étaient « pleinement juifs » et répondaient à l’une des conditions suivantes :
- être membre d’une communauté juive lors de l’application des lois de Nuremberg ou ultérieurement ;
- être marié(e) à une personne juive ;
- être issu(e) d’un mariage mixte après leur interdiction ;
- être issu(e) d’une union illégitime avec une personne juive après le 31 juillet 1936.

Il s’ensuit qu’un « Jüdischer Mischling » était un individu descendant d’un ou deux grands-parents « pleinement juifs » sans répondre à l’une des conditions précitées. Par son ascendance « raciale » juive, il est porteur d’une Rassenschande (« honte raciale ») inaliénable dont il convient de protéger la race « aryenne » en restreignant au possible les contacts entre Allemands « purs » et « métissés » — de ce point, le Mischling est un « non-Aryen » et il ne peut occuper de fonction gouvernementale, académique ou dans un hôpital public, en vertu de la loi sur la restauration de la fonction publique. Cependant, il est « rédimé » par sa composante « aryenne » qui, bien qu’« abâtardie », demeure « supérieure » et lui permet de jouer un rôle dans la société. (C’est en cette qualité de « partiellement aryen » que le statut de Mischling est pensé. Hors d’Allemagne, cette distinction n’a pas lieu d’être et les individus d’ascendance partiellement juive s’étant mélangés à des « races inférieures » ne sont pas considérés différemment des Juifs).
Les personnes n'étant pas de confession judaïque étaient néanmoins considérées comme : 
- Mischling au premier degré, si deux de leurs grands-parents étaient Juifs ;
- Mischling au second degré, si un seul de leurs grands-parents était Juif.

Étant donné qu'au XIXe siècle, de nombreux Juifs d'Allemagne se convertirent à la religion réformée et épousèrent des chrétiens, beaucoup de Mischlinge aux premier et second degrés étaient des protestants.
En 1939, le recensement du Reich dénombre environ 72 000 Mischlinge au premier degré, quelque 39 000 au second degré, et des dizaines de milliers à des degrés autres.

## QuelquesMischlings
- Helmut Schmidt, futur chancelier fédéral (second degré).
- Bernhard Rogge, capitaine de la Kriegsmarine (second degré).
- Erhard Milch, maréchal de la Luftwaffe (premier degré, reclassé Aryen par Hitler).
- Helmut Wilberg, général de la Luftwaffe (premier degré, reclassé Aryen par Hitler).
- Ludwig Wittgenstein, philosophe autrichien.
- Werner Goldberg (1919-2004), militaire allemand.
- Otto Heinrich Warburg, biologiste allemand, découvreur de l'effet Warburg.